# Hildo Krop
Hildebrand Lucien (Hildo) Krop (Steenwijk, 26 februari 1884 – Amsterdam, 20 augustus 1970) was een Nederlands beeldhouwer en sierkunstenaar. Hij kreeg grote bekendheid als stadsbeeldhouwer van Amsterdam.

## Leven en werk
Krop was een zoon van de Steenwijkse bakker Hein Krop en Johanna Louisa Cordes. Van moederskant kwam hij uit een kunstzinnige familie; zijn grootvader was fotograaf en tekenleraar en twee ooms schilderden en fotografeerden. Hij werd echter opgeleid tot banketbakker en werkte in België, Frankrijk en Italië. In 1906 kwam Krop als kok in dienst van een echtpaar in Engeland. Hier werd zijn talent als tekenaar ontdekt en op aanraden van schilder Gerald Spender Pryce volgde hij een zomercursus beeldende kunst in Londen.

### Beeldhouwer
Terug in Nederland besloot de bakkerszoon kunstenaar te worden en hij vertrok naar Parijs, waar hij les nam aan de gerenommeerde Académie Julian. In het cursusjaar 1908-1909 volgde hij een beeldhouwopleiding bij Bart van Hove aan de Rijksakademie van beeldende kunsten in Amsterdam. Van de beeldhouwer John Rädecker leerde hij steenhouwen. Hij was in 1910, na het behalen van zijn M.O.-akte tekenen, korte tijd tekenleraar aan de HBS in Haarlem. Uit die periode dateert tevens zijn vriendschap met de Haarlemse beeldhouwer en leeftijdgenoot Theo van Reijn, met wie hij een zeer regelmatige (en deels bewaard gebleven) correspondentie onderhield. Van 1911 tot 1912 volgde Krop in Berlijn beeldhouwles bij Georg Kolbe aan de Kunstgewerbeschule, maar in 1912 reisde hij via Rome naar Parijs, waar hij bij de Nederlandse schilder Jacob Bendien introk. Hij raakte bevriend met Ossip Zadkine, die hem leerde beeldhouwen en taille directe. Eind 1912 keerde hij terug naar Amsterdam, waar hij aan het werk ging in de meubelfabriek van W. Gieben en zich bekwaamde in het houtsnijden.

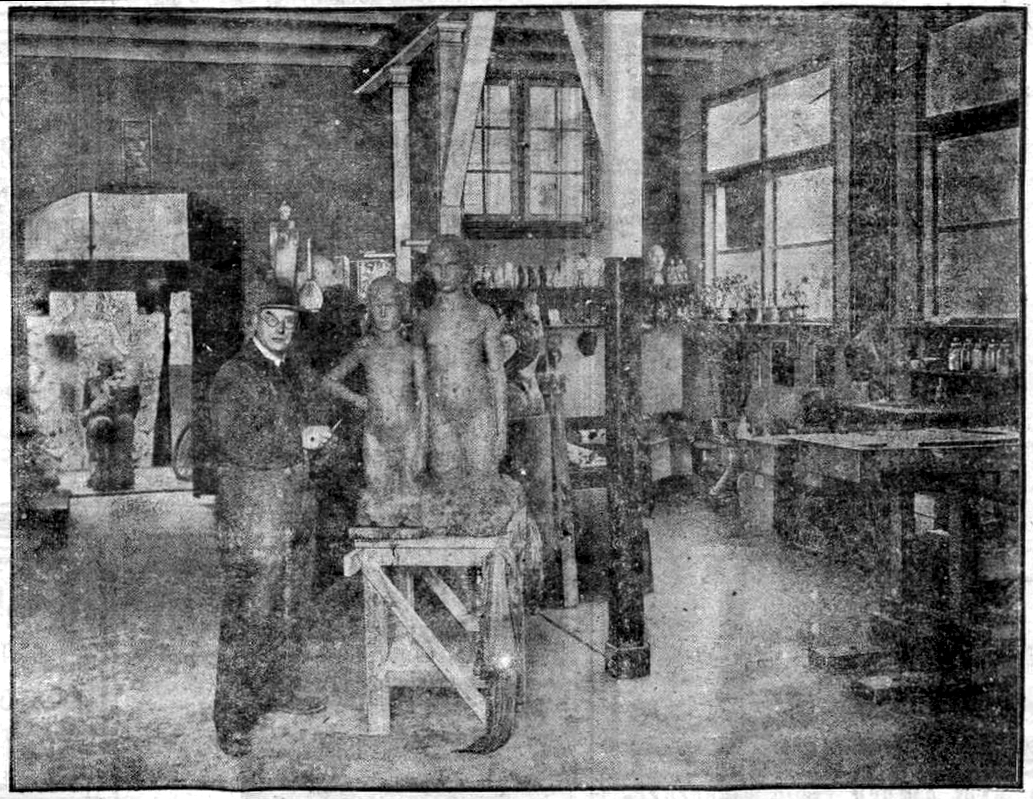
Hildo Krop in z'n atelier in 1927

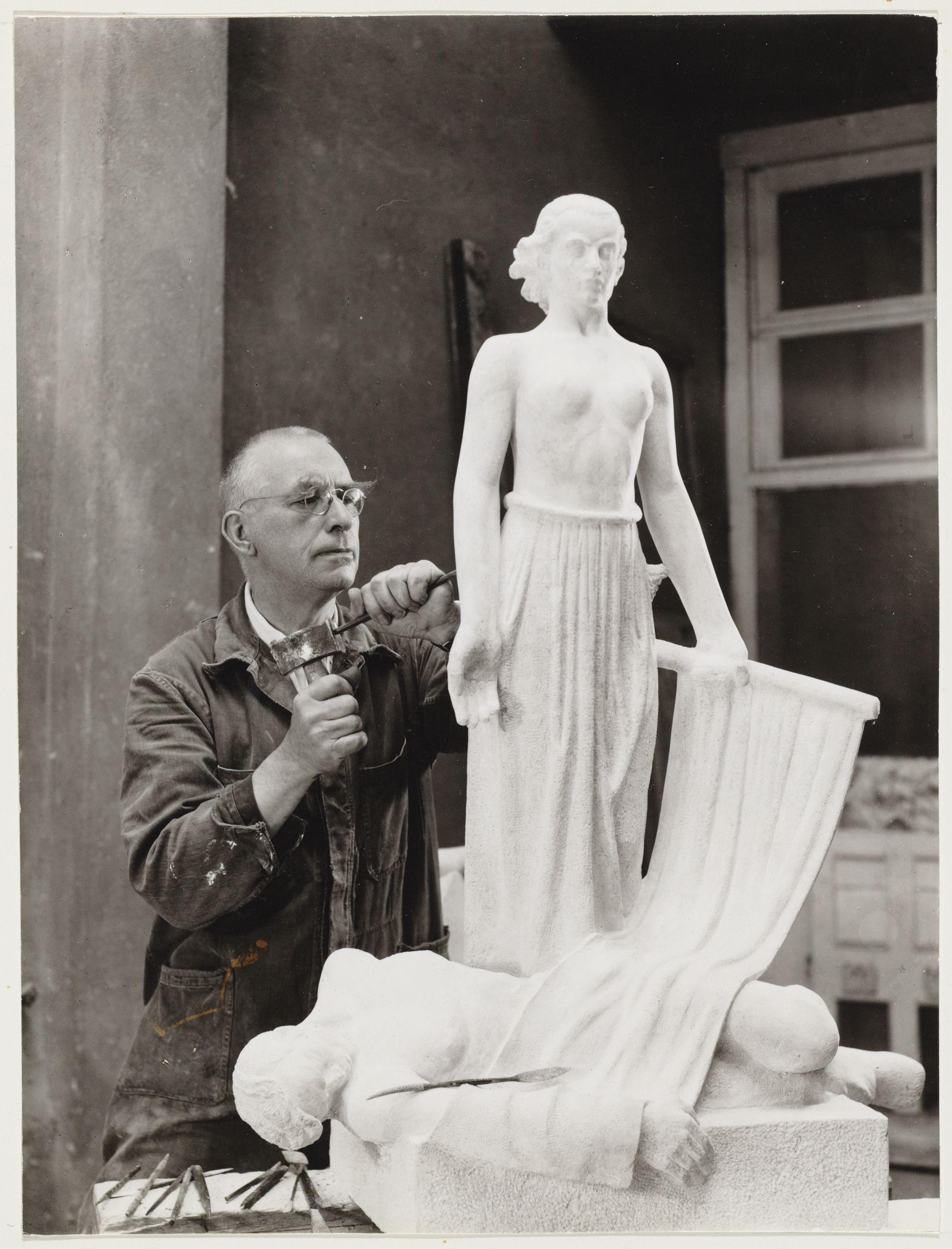
Hildo Krop (1947)

Na enkele kleine opdrachten werd Krop tussen 1913 en 1916, met Joop van Lunteren en Anton Rädecker, medewerker in het atelier van Hendrik van den Eijnde, die verantwoordelijk was voor het beeldhouwwerk van het in aanbouw zijnde Scheepvaarthuis aan de Prins Hendrikkade in Amsterdam. Na afloop van dit bouwwerk, dat in Amsterdam het begin inluidde van een periode met vele belangrijke steenbeeldhouwprojecten, werd Krop benoemd tot de stadsbeeldhouwer.
Krop is verantwoordelijk voor het beeldhouwwerk aan vele bruggen en panden in Amsterdam. Bekend zijn ook zijn Berlage-monument op het Victorieplein en de plaquette aan het monument op de Afsluitdijk. Hij maakte diverse oorlogsmonumenten, onder meer voor Amsterdam, Den Haag, Kampen en Steenwijk.

### Ontwerper
Naast zijn beeldhouwwerken heeft Krop heeft ontwerpen gemaakt voor meubilair, keramiek (ESKAF), glas (Leerdam) en smeedwerk. Rond 1925 volgde hij lessen aan Quellinus, waar hij van Bert Nienhuis leerde glazuren. Hij maakte vervolgens meerdere kleine plastieken, die hij in eerste instantie zelf bakte, later werden ze bij de Plateelbakkerij Zuid-Holland in serie gebakken. Krop ontwierp boekbanden voor de uitgeverijen Boekenvrienden Solidariteit, De Baanbreker en Mulder & Co en zes omslagen voor het blad Wendingen.

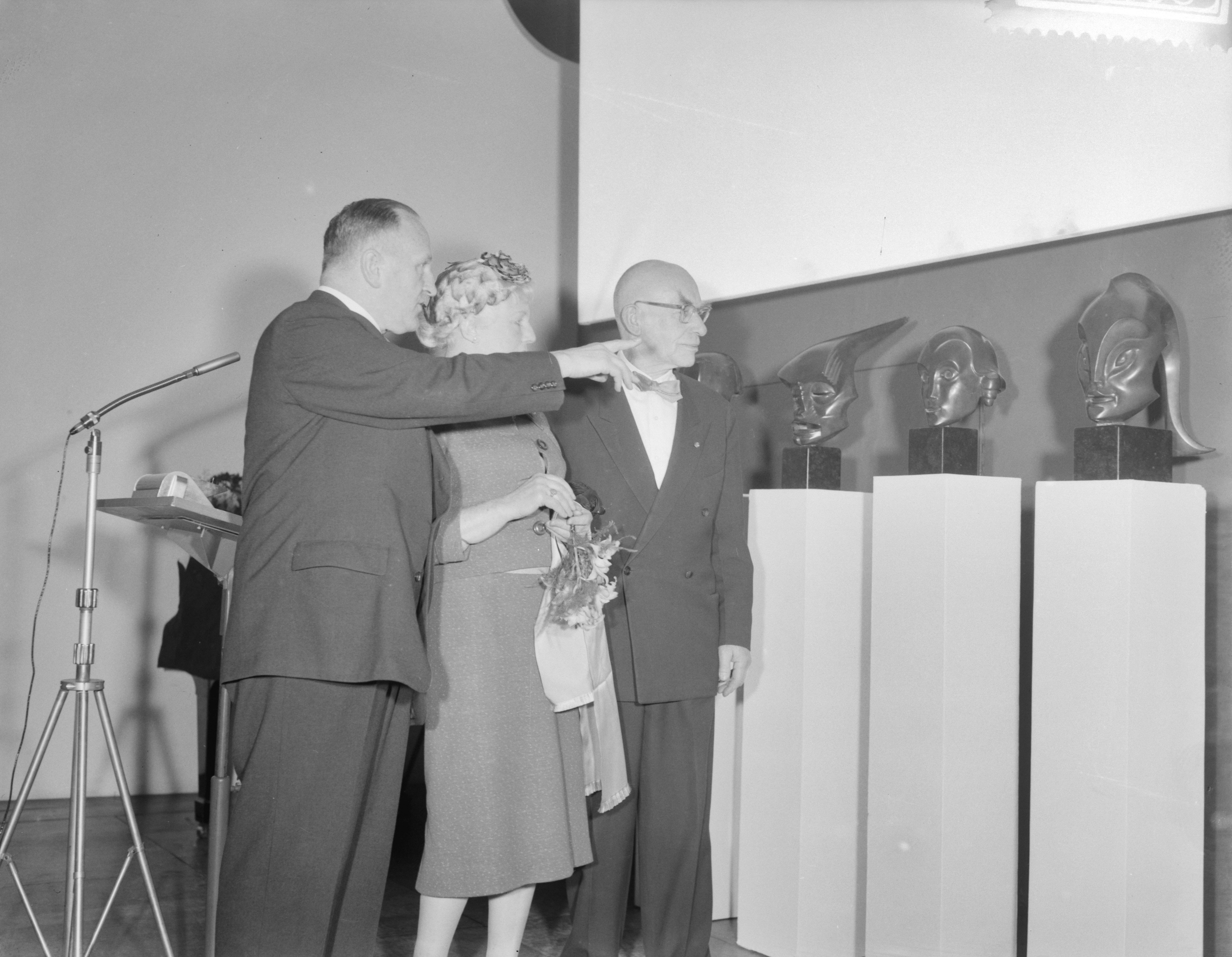
Krop overhandigt de vijf maskers aan de gemeente Amsterdam (1959).

Krop werd in 1959 gelauwerd met de Prijs van de Stichting Kunstenaarsverzet 1942-1945. Hij overleed in 1970, op 86-jarige leeftijd, en werd begraven op Zorgvlied.

### Politieke opvattingen
Het echtpaar Krop bewoog zich in communistische kringen, en Krop stond positief tegenover de Sovjet-Unie. Bij het tienjarig bestaan van de Sovjet-Unie vervaardigde hij een legpenning. In 1931 maakte hij een portretbuste van Lenin, die levenslang in zijn atelier stond. In 1937 volgde een buste van Stalin, die in november in het Concertgebouw door de Communistische Partij Holland werd onthuld. In 1932 maakte Krop een reis van drie maanden naar de Sovjet-Unie. Krop werd nooit lid van de CPH, omdat hij zijn positie als stadsbeeldhouwer niet in gevaar wilde brengen. In zijn boek De GPOe op de Overtoom noemt Igor Cornelissen Krop en zijn vrouw Mien Sleef waarschijnlijk spionnen voor de USSR. In elk geval huisvestte het echtpaar voor de oorlog regelmatig inlichtingenagenten van de Sovjet-Unie.

## Gestolen werk
In 2000 is een bronzen masker uit 1923 gestolen uit de Amsterdamse Schouwburg, toen het gebouw in de steigers stond. Dit was een van de vijf maskers die Krop met donateurs in 1959 had aangeboden aan Amsterdam, ter gelegenheid van zijn 75ste verjaardag. De gemeente kreeg later 18.000 euro van de verzekering uitgekeerd.

## Instituut Collectie Krop
In de villa Rams Woerthe te Steenwijk, waar in 2002 een Kropkamer werd ingericht, is sinds 2007 het Instituut Collectie Krop (ICK) gevestigd. In enkele zalen zijn werken van Krop tentoongesteld. In dit in jugendstil gebouwd pand uit 1899 (het bestuurscentrum van de gemeente Steenwijkerland) is een door Krop vervaardigde houten werkbank te zien.

## Werken (selectie)
- Gedenksteen Bond voor Minder Marine Personeel (1914), Den Helder
- Boeren, mijnwerkers en bouwvakkers (1916-1918), Gemeentelijke Telefoondienst, Singel 340, Amsterdam
- Mercurius en de windstreken (1916-1918), Gemeentelijke Telefoondienst, Herengracht 295 (na 1954: Kamerlingh Onneslaan 1), Amsterdam-Oost
- Havenwerkers (1916-1921), beeldengroep voor Koninklijke Hollandsche Lloyd, Oostelijke Handelskade; in 1998 herplaatst aan de KNSM-laan
- Reliëfs (1917-1938) en kopieën in 1957 (kalkzandsteen) van het oorspronkelijke beeldhouwwerk (beton) van François Gos en Firmin de Smet, Belgenmonument (Amersfoort) op de Amersfoortse Berg
- Grafmonument van Albert Hahn (1918-1919), Nieuwe Oosterbegraafplaats, Amsterdam-Oost
- Gevelversiering van een adelaar met een nest jongen in een omgekeerde Mercuriushelm (1920), voormalig gebouw van de Incassobank op de hoek Nobelstraat / Keizerstraat, thans café Florin, Utrecht
- De geboorte van de daad, Menselijke energie, De greep naar het schone en Markttafereel (1921-1924), Berlage Lyceum, vestigingsadres Pieter Lodewijk Takstraat, Amsterdam-Zuid; beelden aan de Jozef Israëlskade; alle vier origineel van tufsteen, door Ton Mooy in 2004 gereconstrueerd en uitgehakt in graniet; tussen De geboorte en Menselijke energie zijn nog meer beelden te zien; bovendien zijn onder de balkons aan de Jozef Israëlskade ook ESKAF-tegeltjes te vinden
- Overvloed en Verkeer (1922), viaduct Spaarndammerstraat / Westerpark / Nassauplein, Amsterdam-West
- Maximiliaan (1923), maakte deel uit van het beeldhouwwerk van de oude (verwoeste) Wilhelminabrug, herplaatst aan de Hekellaan, 's-Hertogenbosch
- Kikkers (1923), Hekellaan, ter hoogte en aan weerszijden van de Limietlaan, 's-Hertogenbosch
- Gevelversiering Woningcomplex "De Utrecht" (1923), Jan van Scorelstraat, Oudwijk (Utrecht)
- Mensenpaar en Dag en nacht (1924), Beeldenpark van Museum Arnhem
- Faun (1924-1925), brug Raadhuisstraat / Keizersgracht, Amsterdam
- Fluitende faun (1925), school Schermerstraat, Tuindorp Nieuwendam, Amsterdam-Noord
- Robbekoppen uitlopend in golven en Orpheus met lier (1925), brug nr. 407 (in 2009 gedoopt Timo Smeehuijzenbrug), Amsterdam-Zuid
- Verkeer (1926), houtreliëf, tramremise Lekstraat, Amsterdam-Zuid
- Moeder Aarde (1926), Weteringplantsoen, Amsterdam
- Twee kinderen (1926), Siegerpark, Amsterdam Nieuw-West
- Beeldhouwwerk aan Apollolaan 1, Amsterdam (1927-1928)
- De onbevangenheid tegenover het leven (1929-1932), Hildo Kropbrug, Muzenplein, Amsterdam-Zuid
- Lezende jongen ('Geschiedenis') (1929), school Deurloostraat / Geulstraat, Amsterdam-Zuid
- Hommage aan Vincent van Gogh (1932), Berg, Nuenen
- Genius van Amsterdam (1932), keramisch reliëf, Berlagebrug, Amsterdam-Zuid
- Vierwindstrekenbrug (1933), Admiralengracht, Amsterdam-West
- Jan van Galenbrug (1937), Westelijk Marktkanaal, Amsterdam-West
- 'Roosje' (1938), monument voor de uitvinding van de kunstzijde, Arnhem
- Standbeeld Simon van Leeuwen (1938), Hoge Raad der Nederlanden, Den Haag
- Nieuw leven / Handen van de Schepper (1939-1940), Brug 417 Beethovenstraat / Bernard Zweerskade, Amsterdam-Zuid
- Reliëf aan het Monument Afsluitdijk (1940), Afsluitdijk
- De beschermer en handhaver van de sociale wetgeving (1941, geplaatst 1954), Rijksverzekeringsbank / Apollo House, Apollolaan / Stadionweg, Amsterdam-Zuid
- Gedenksteen De hongerwinter (1945), replica (2008), Oosterkerk, Amsterdam
- Gevallen makkers, Oorlogsmonument Marnixstraat (1947), Marnixstraat, Amsterdam
- Monument Henri Viotta (1948), Richard Wagnerstraat, Amsterdam-Zuid
- Fortuna (1948), Muntplein, Amsterdam
- Verzetsmonument (1948), De Nieuwe Ooster, Amsterdam-Oost
- Oorlogsmonument (1948), Gasthuislaan, Steenwijk
- Oorlogsmonument (1949), De La Sablonièrekade, Kampen
- Drang naar het leven (1949-1951), Beeldenpark Openluchtmuseum voor beeldhouwkunst Middelheim, Antwerpen
- Centraal monument voor gevallen PTT'ers (1950), Nassauplein, Den Haag
- Buste Erasmus (1950), herplaatst bij Sint-Janskerk, Gouda
- De vrijheid van de gedachte (1951), PTT-centrale Pieter de Hoochstraat, in 2019 herplaatst op het Oranje-Vrijstaatplein, Amsterdam-Oost
- Man steunend op uitbottende stam en vrouw met vlammend hart (1951) op gebouw Raad van Arbeid / Benno Premselahuis, Rhijnspoorplein, Amsterdam-Oost
- Nimf / Baadster (1954-1956), Marnixbad, Amsterdam (lange tijd opgeslagen; in 2019 herplaatst)
- Theo van Welderen Rengers (1955), Vrouwenpoort / Westerplantage, Leeuwarden
- Baruch Spinoza (1959), Spinozalyceum, Amsterdam-Zuid
- Monument joodse grossiers (1959), reliëf bij de Centrale Markthallen, Amsterdam-West
- Grafmonument H.F. Faber-Harsema (1959), begraafplaats De Boskamp, Assen
- Monument Pieter Jelles Troelstra (1961-1962), Oldehoofsterkerkhof, Leeuwarden
- Zeevaart, handel, recht (1963-1965), betonreliëfs Universiteitsbibliotheek, Singel, Amsterdam
- Standbeeld van H.P. Berlage (1966), Victorieplein, Amsterdam-Zuid
- Tegeltableaus op het voormalig Gerechtsgebouw Breda in Breda Centrum
- Ontmoeting tussen water en land, sluizen Eemskanaal, Delfzijl

## Fotogalerij

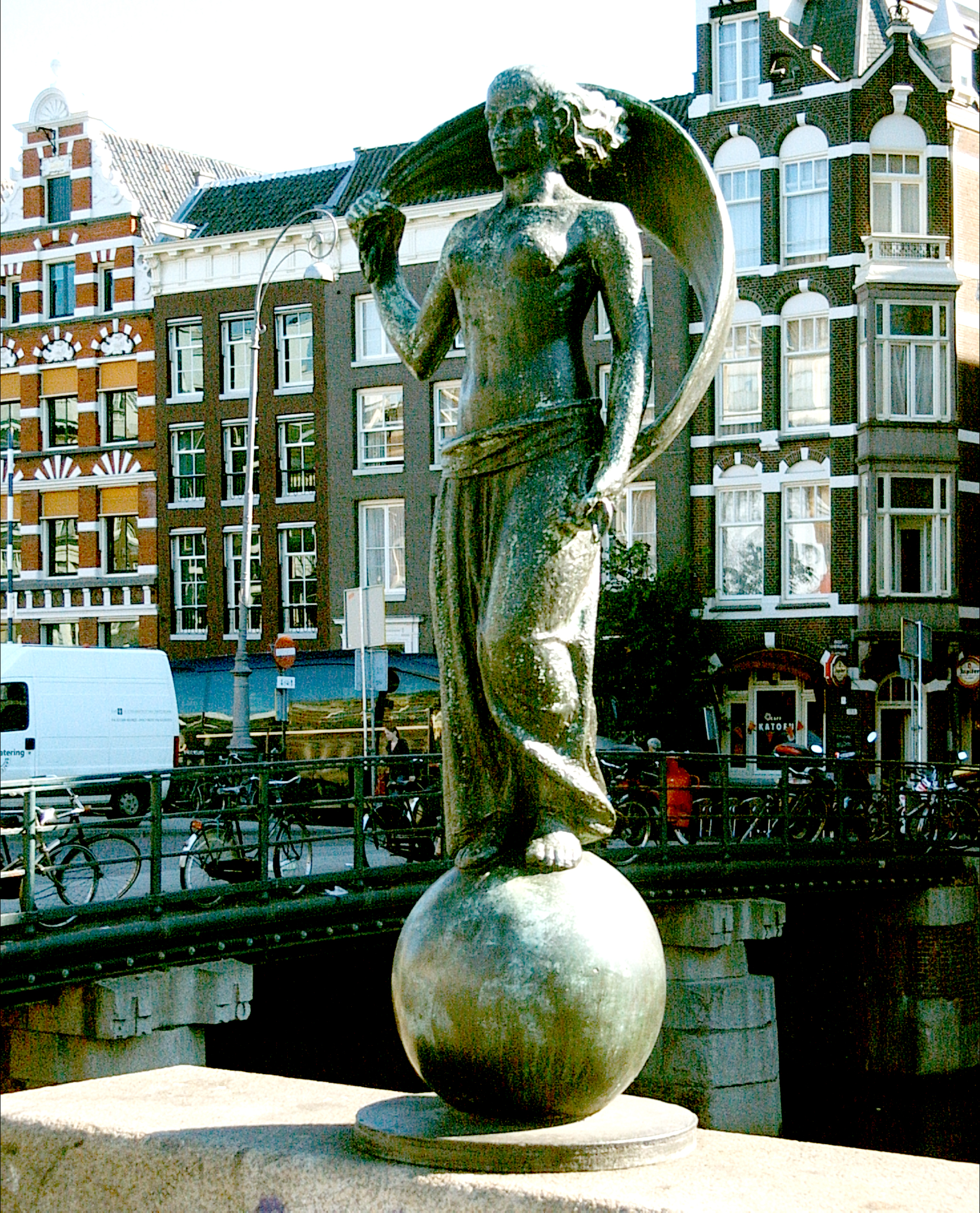
Fortuna, tegenover de Munttoren, Amsterdam
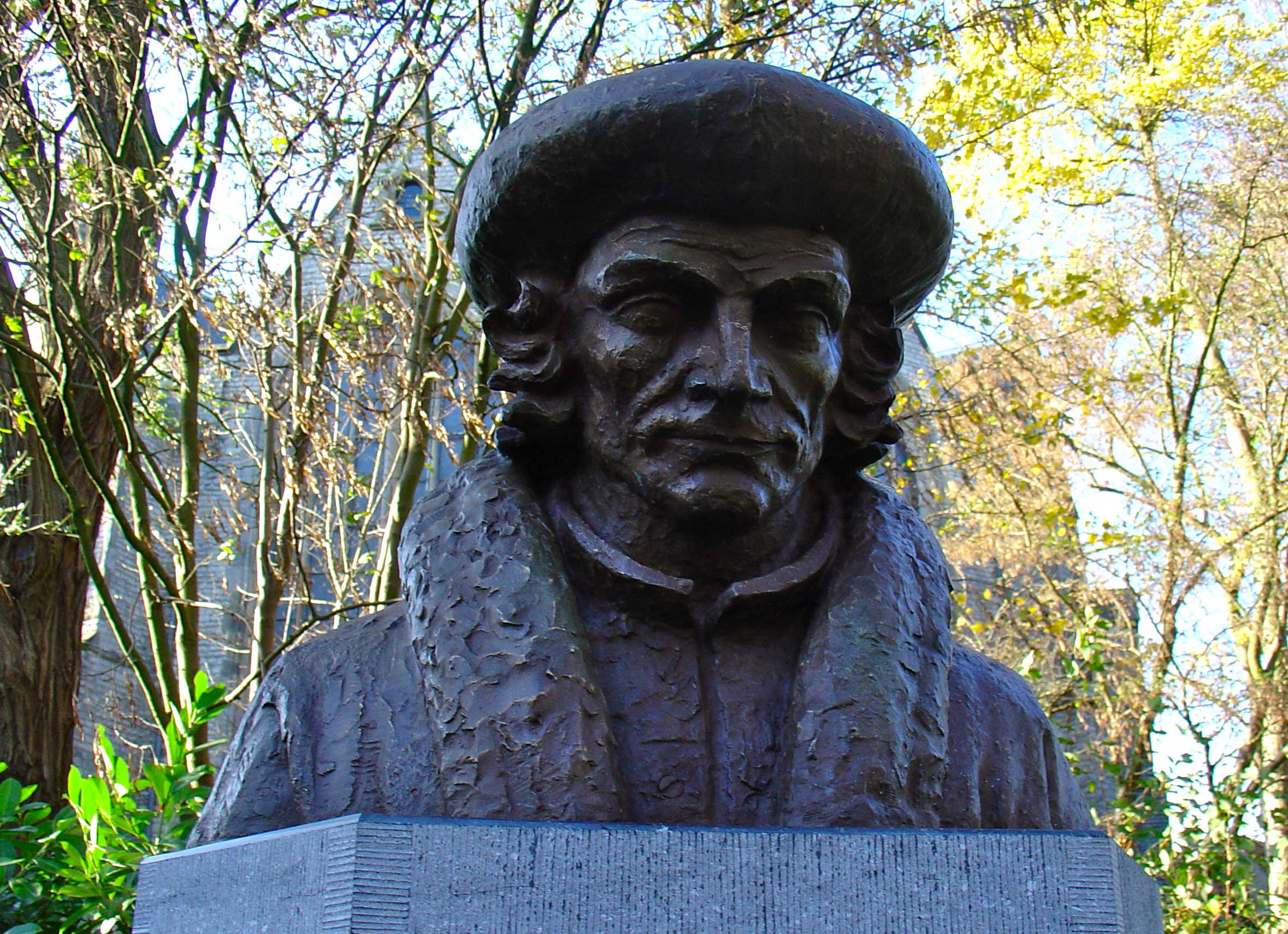
Buste van Erasmus, Gouda
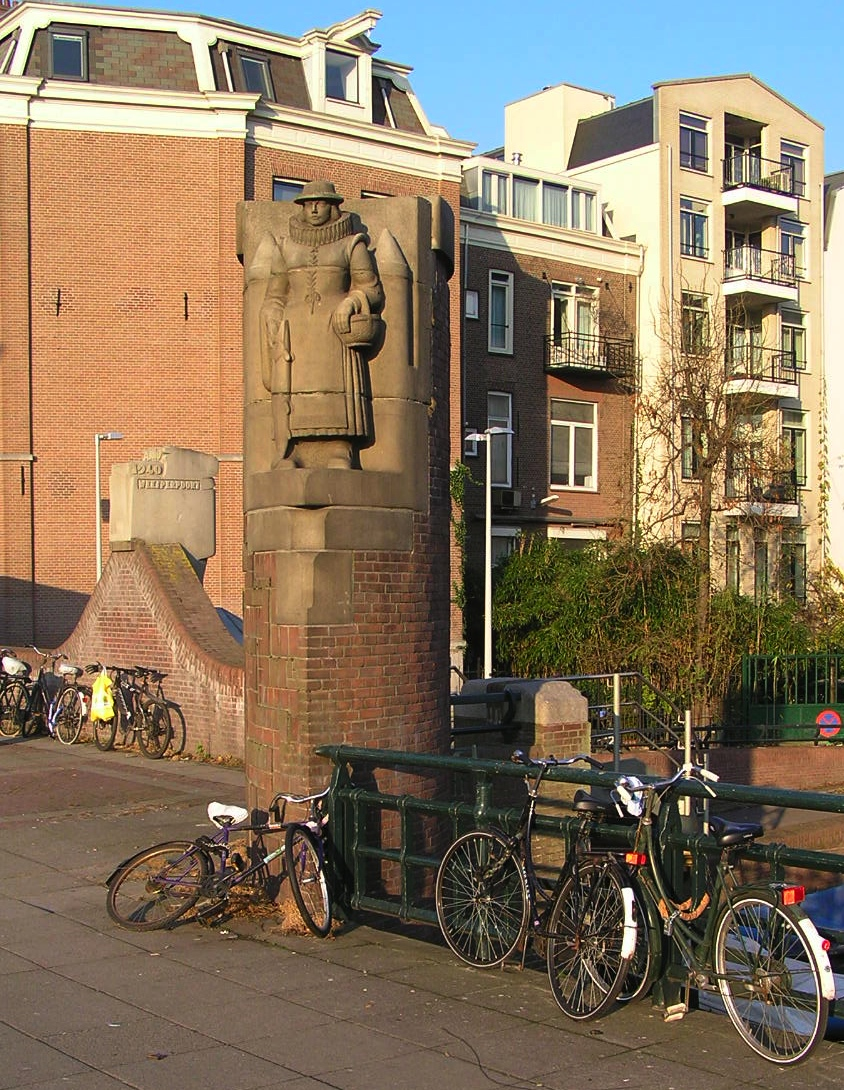
Poorter, sculptuur op brug bij de voormalige Weesperpoort, Amsterdam-Oost.
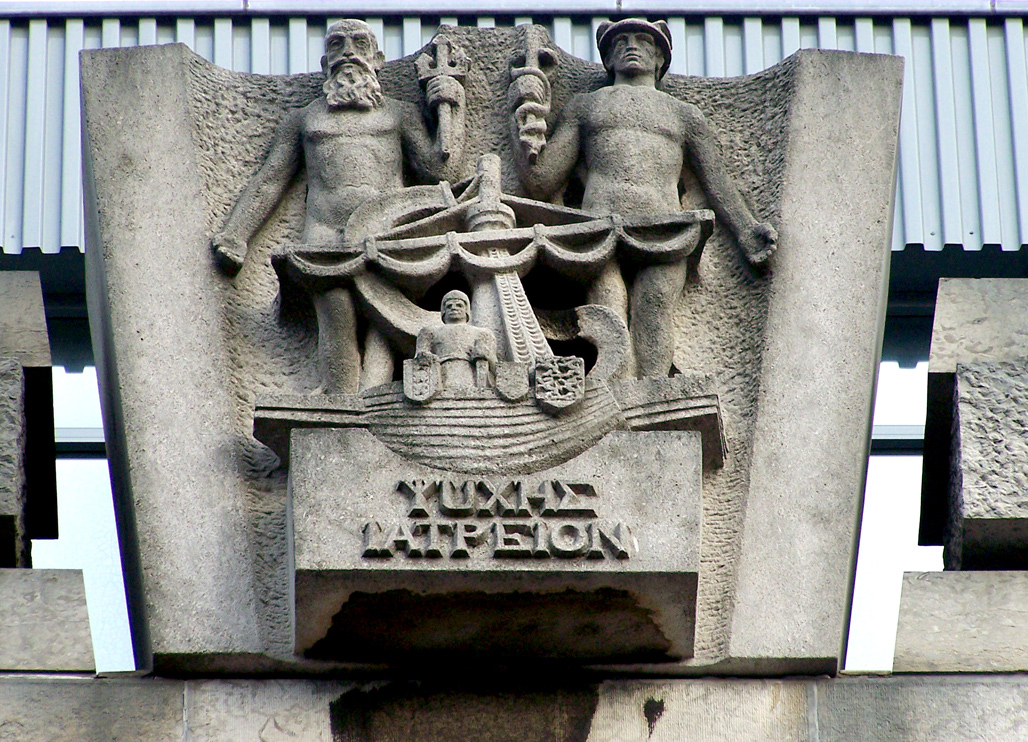
Universiteitsbibliotheek, Singel, Amsterdam
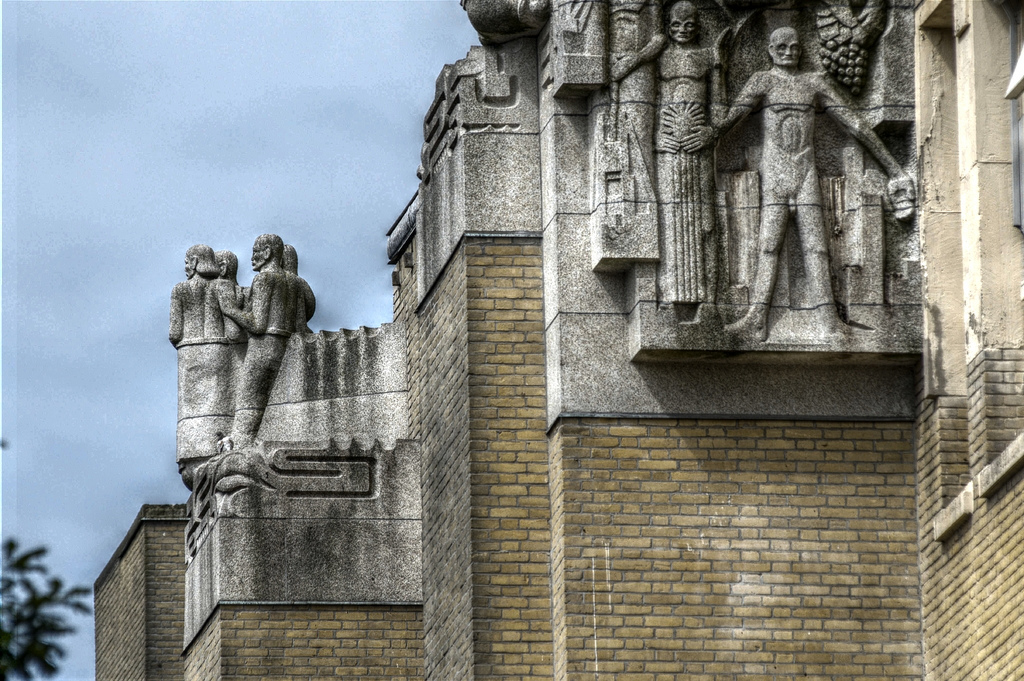
Gevelsculpturen Berlage Lyceum, Amsterdam-Zuid
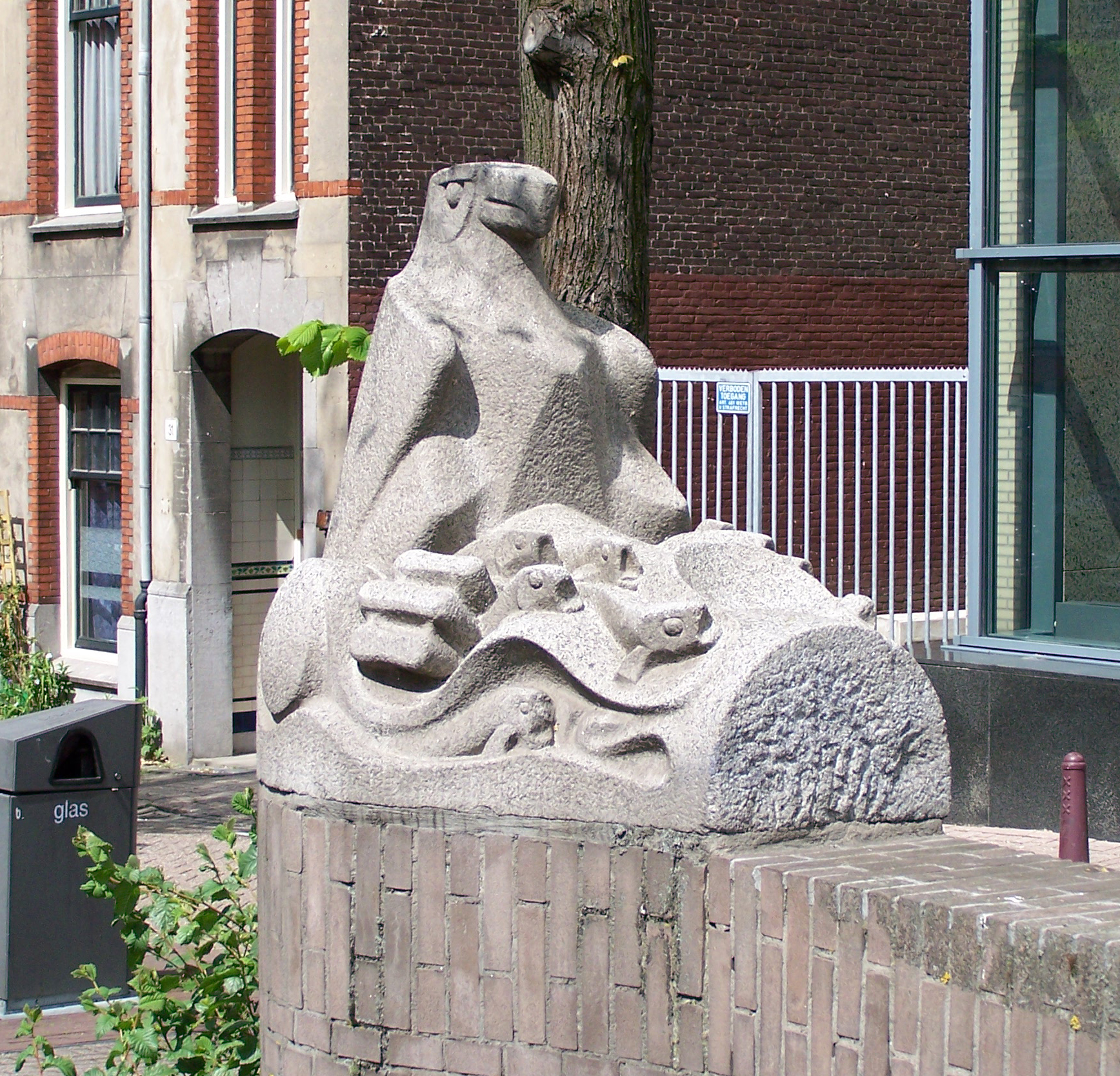
Visarend, Weesperstraat, Amsterdam
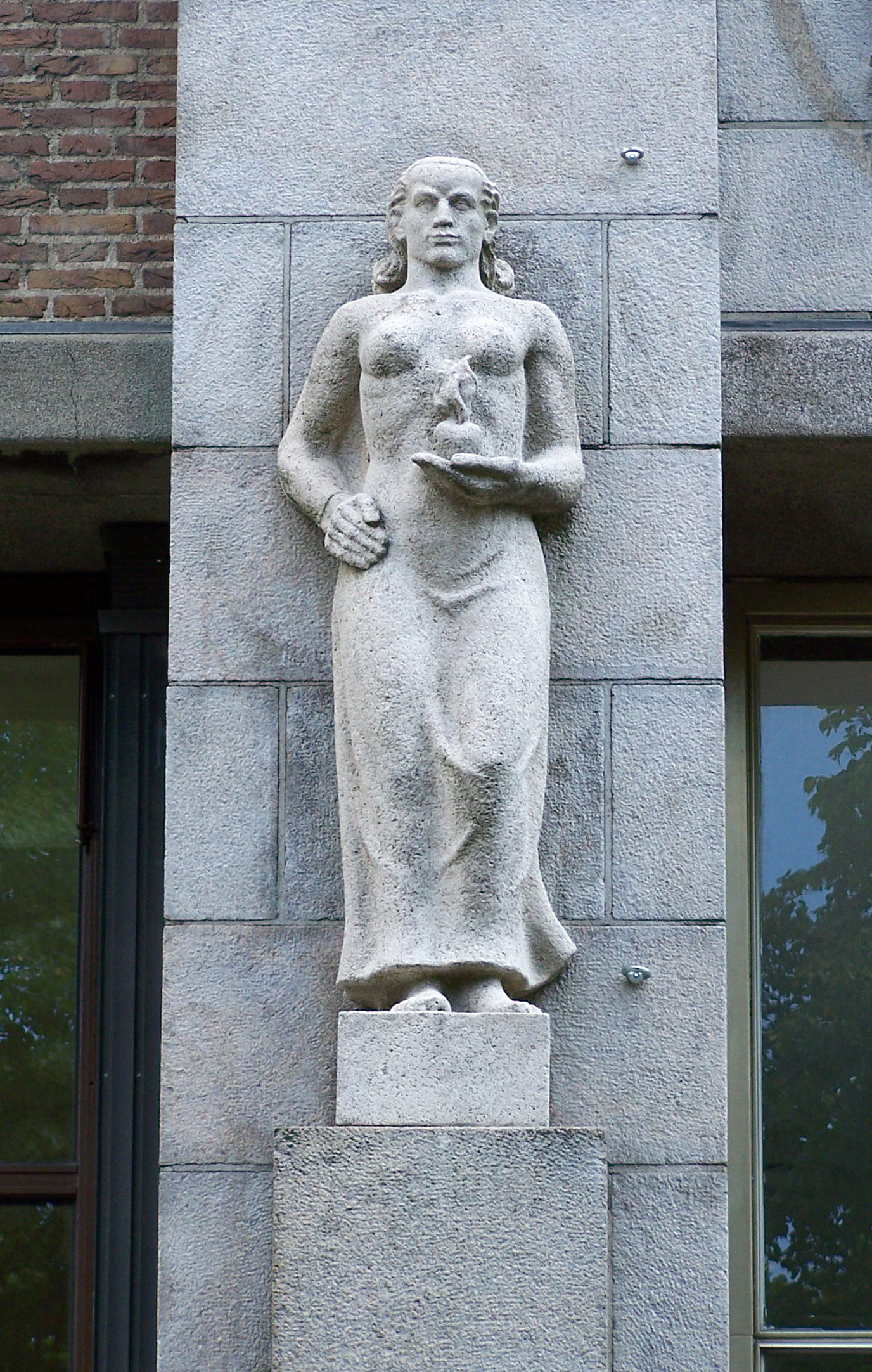
Vrouw met vlam, Rhijnspoorplein, Amsterdam-Oost
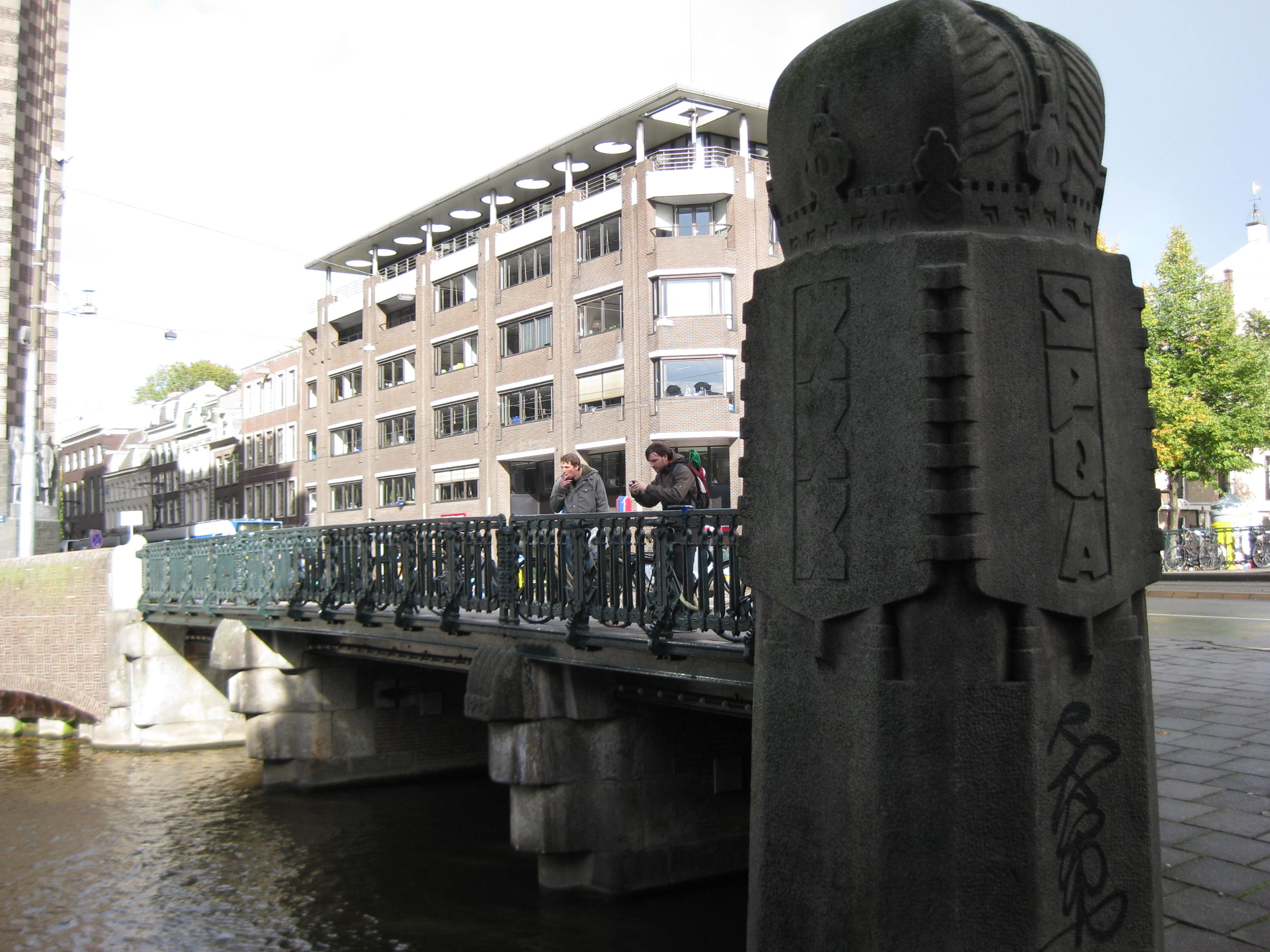
Sculptuur op de brug over de Keizersgracht in de Vijzelstraat, Amsterdam
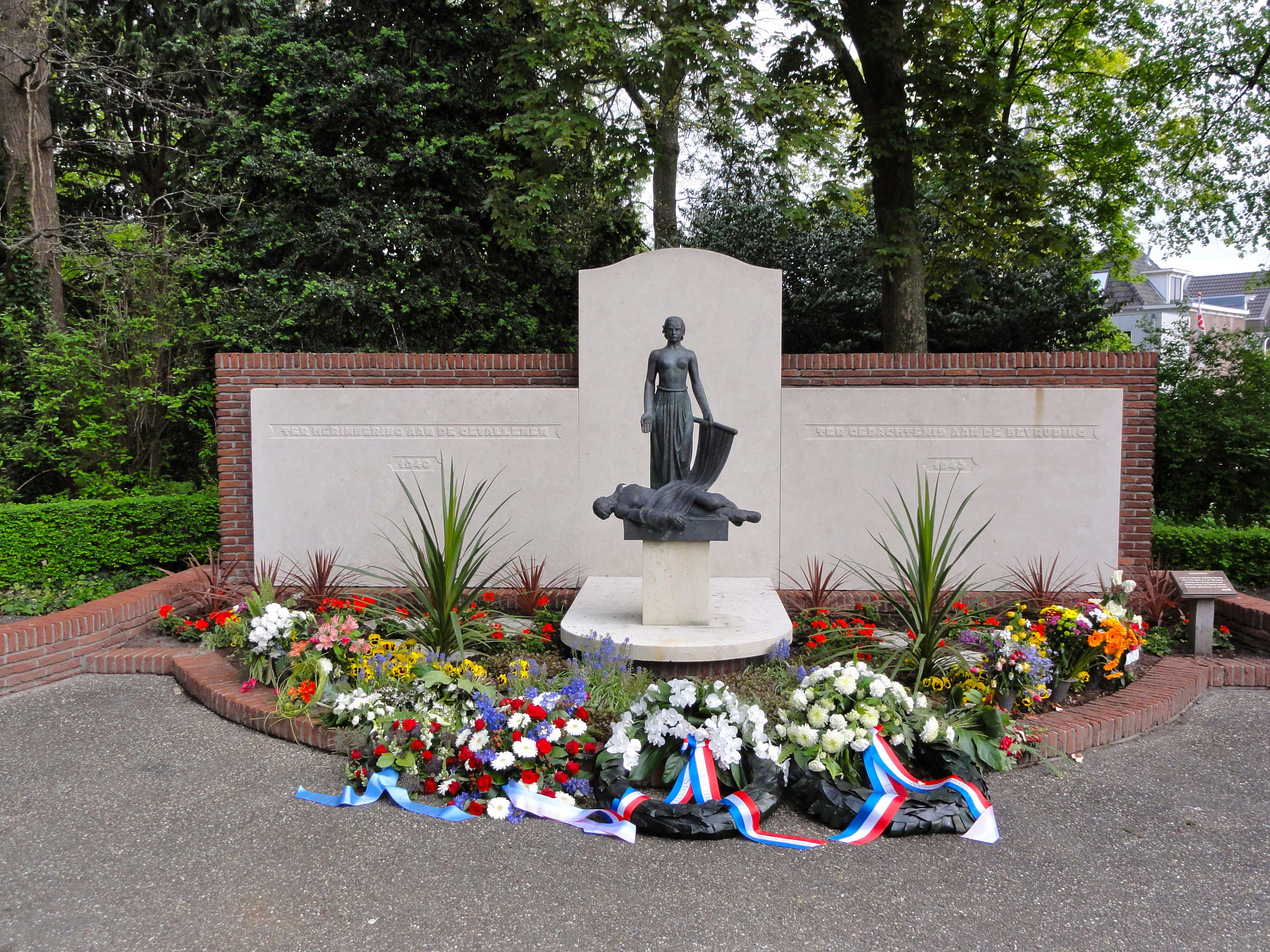
Oorlogsmonument Steenwijk
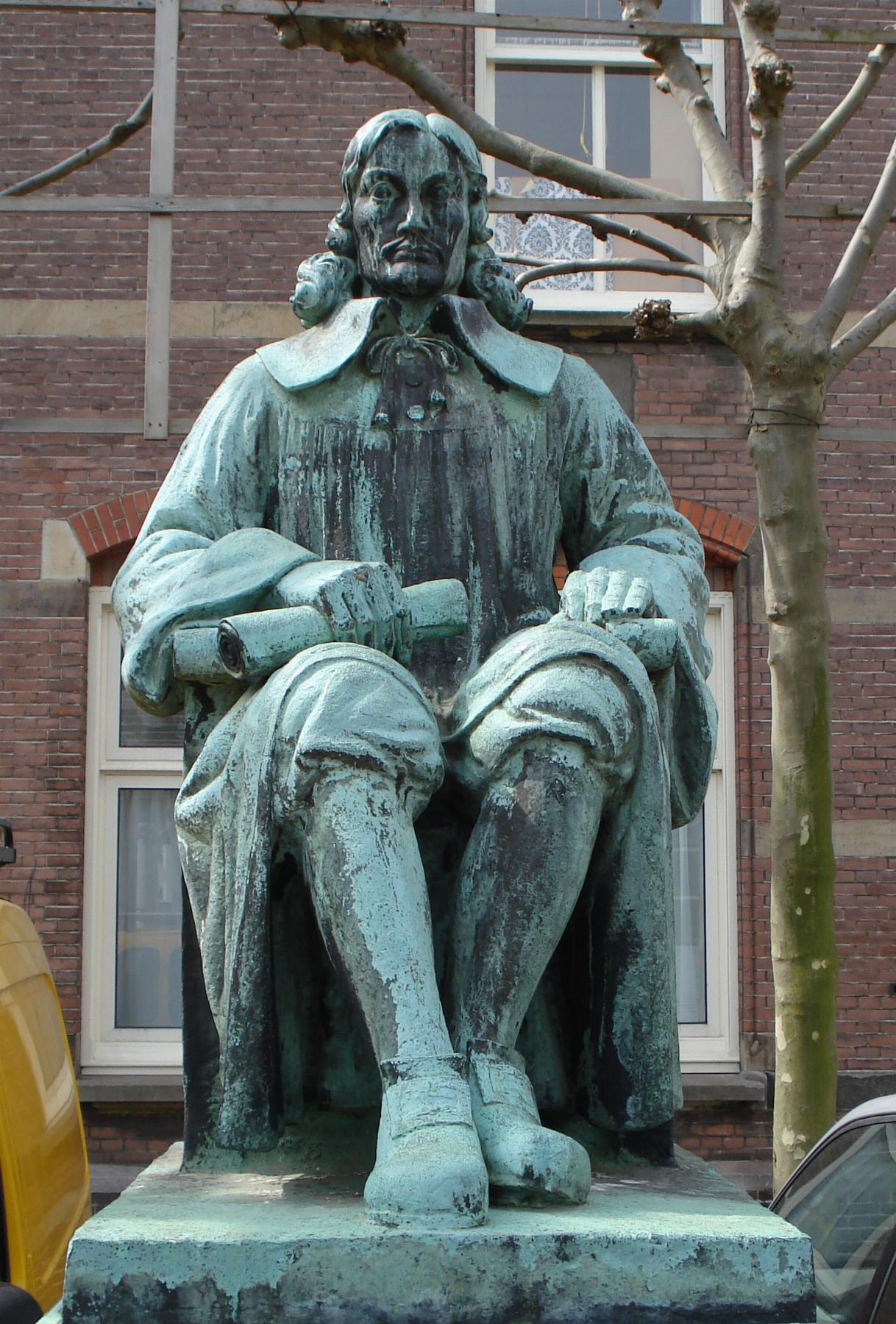
Simon van Leeuwen, bij de Hoge Raad in de Kazernestraat in Den Haag
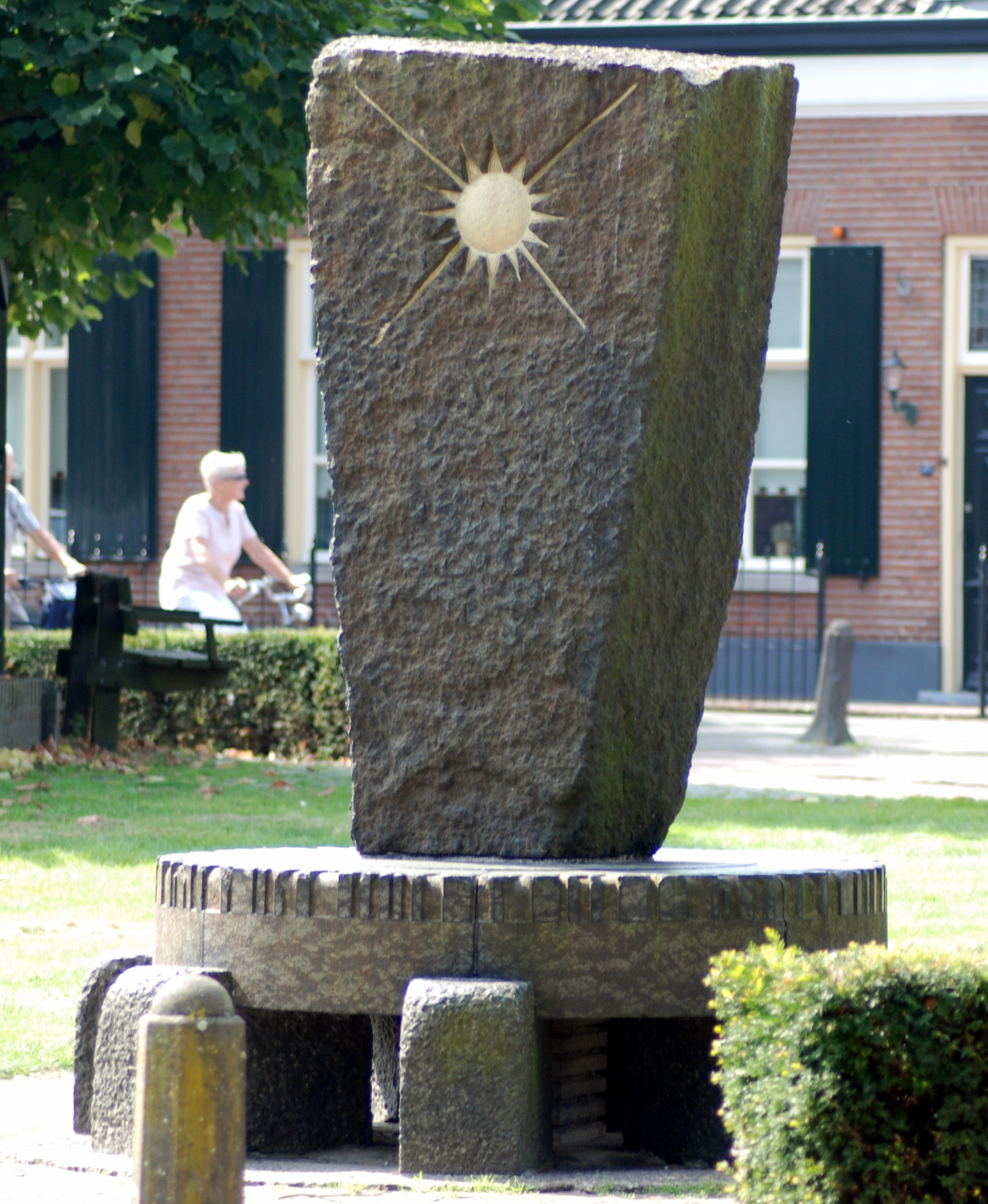
Hommage aan Vincent van Gogh in Nuenen
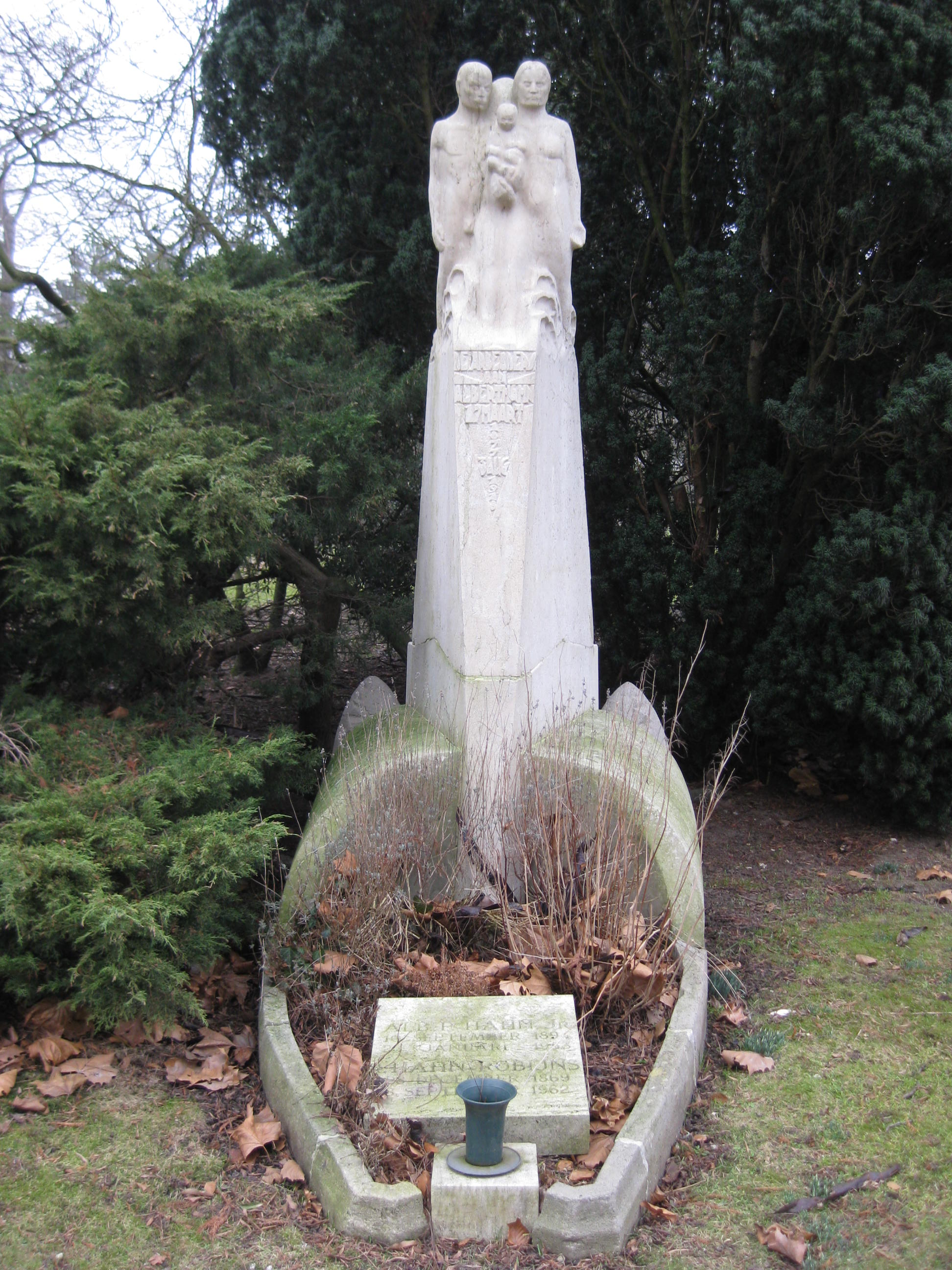
Grafmonument van Albert Hahn op begraafplaats De Nieuwe Ooster in Amsterdam-Oost
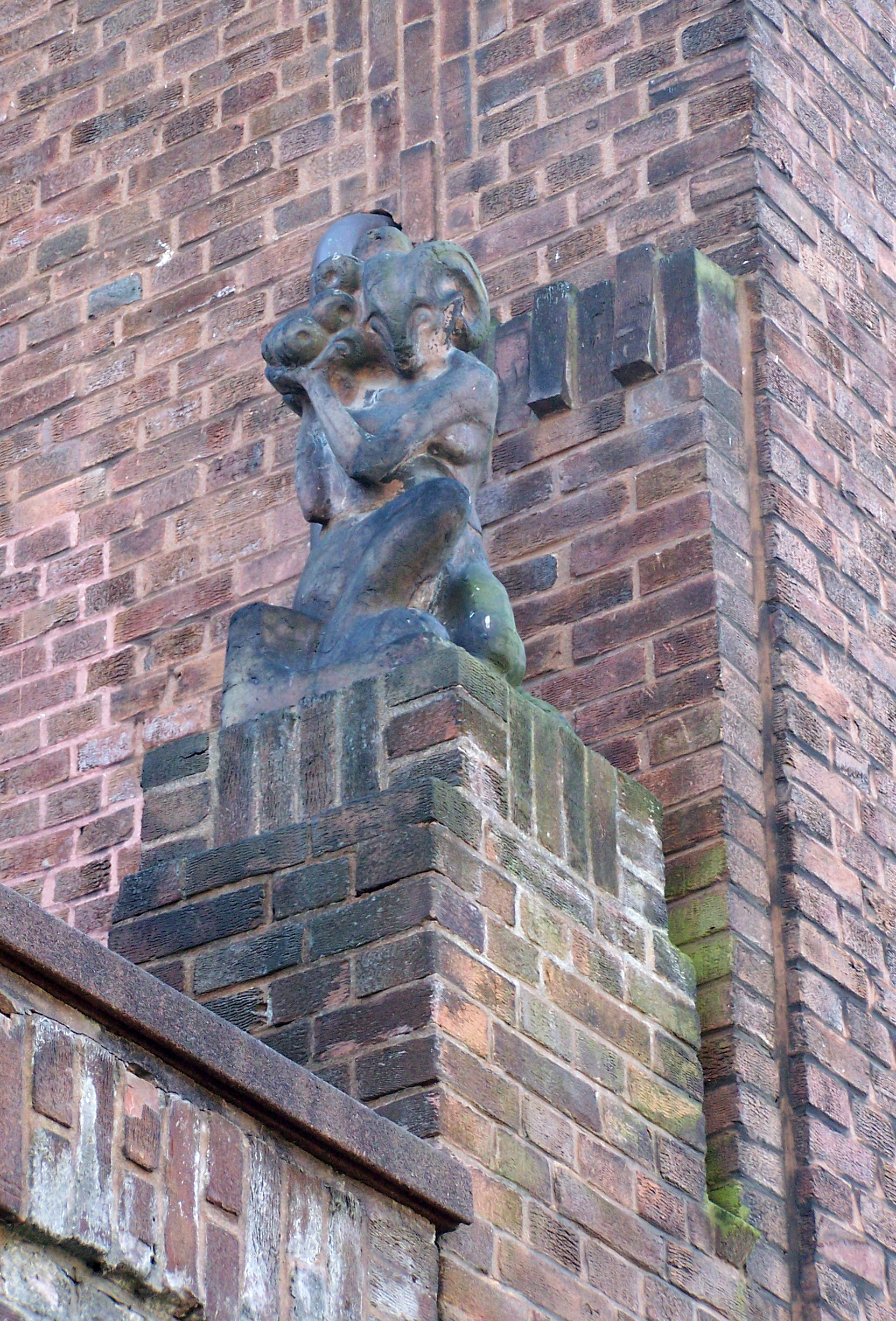
Bona Dea als ornament op de hoek van het wooncomplex "De Utrecht" in Oudwijk (Utrecht).
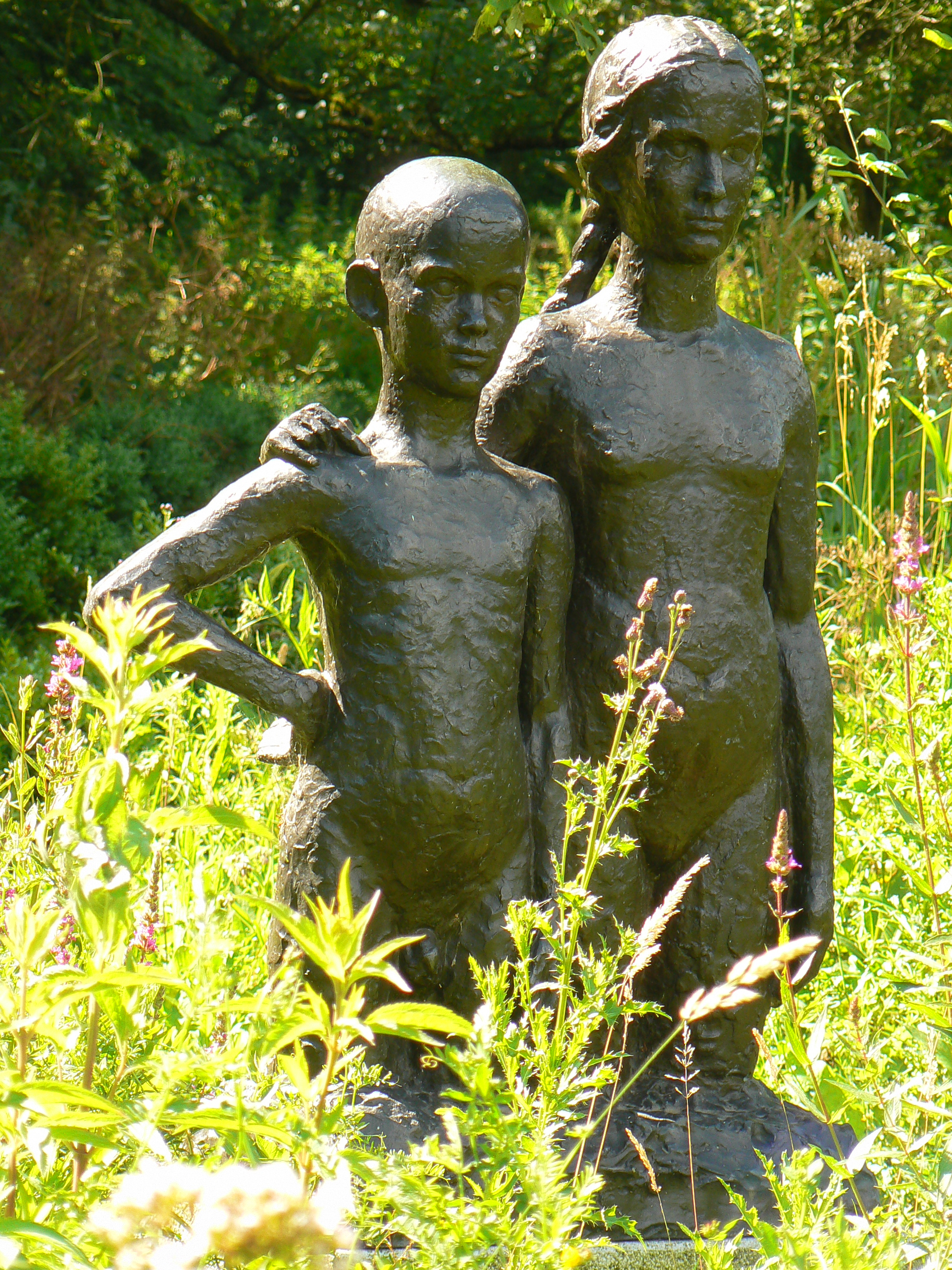
Twee kinderen (1929), Siegerpark in Amsterdam Nieuw-West
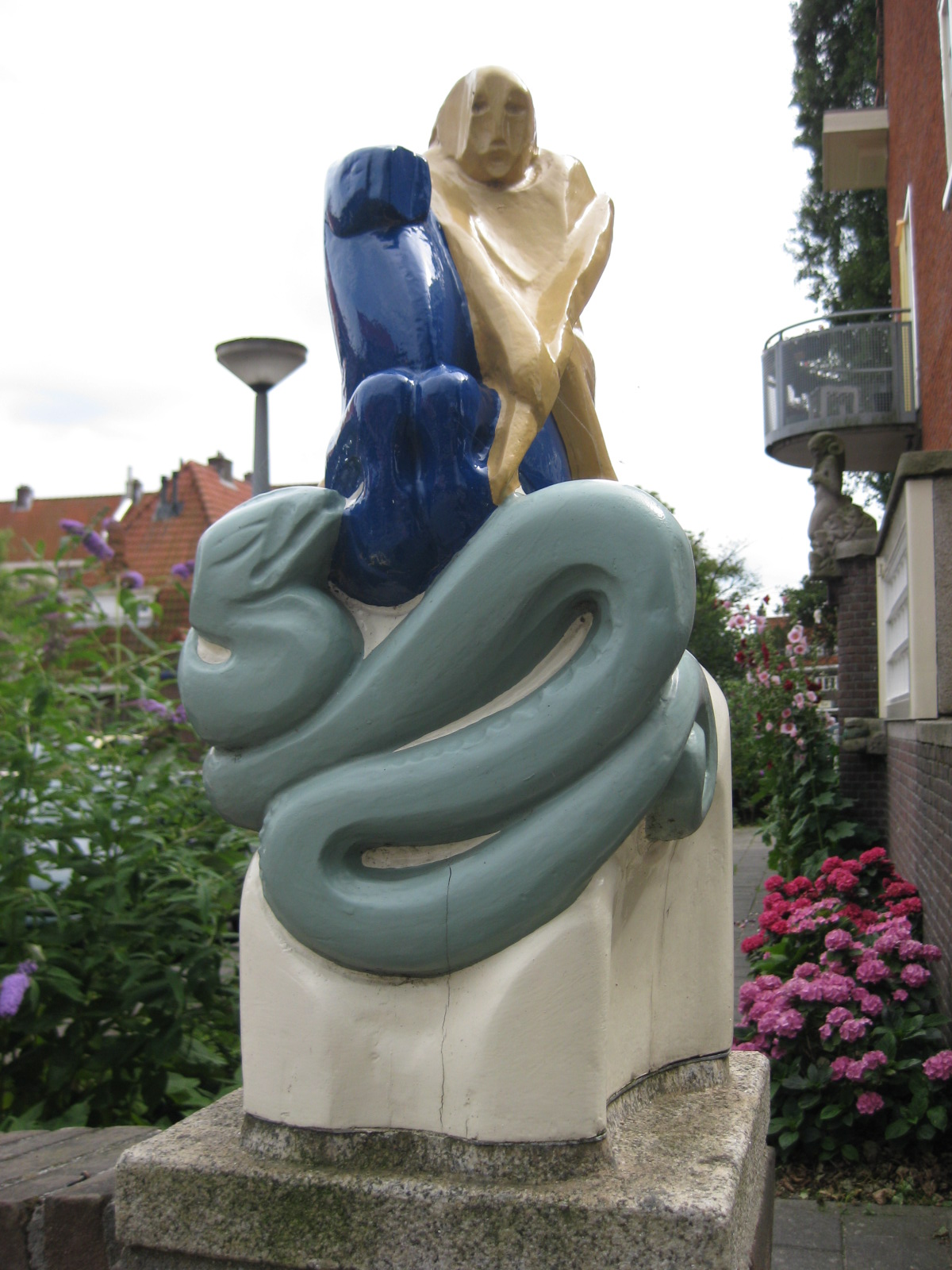
Joris op het paard met slangenkop (1925), Schermerstraat in Amsterdam-Noord
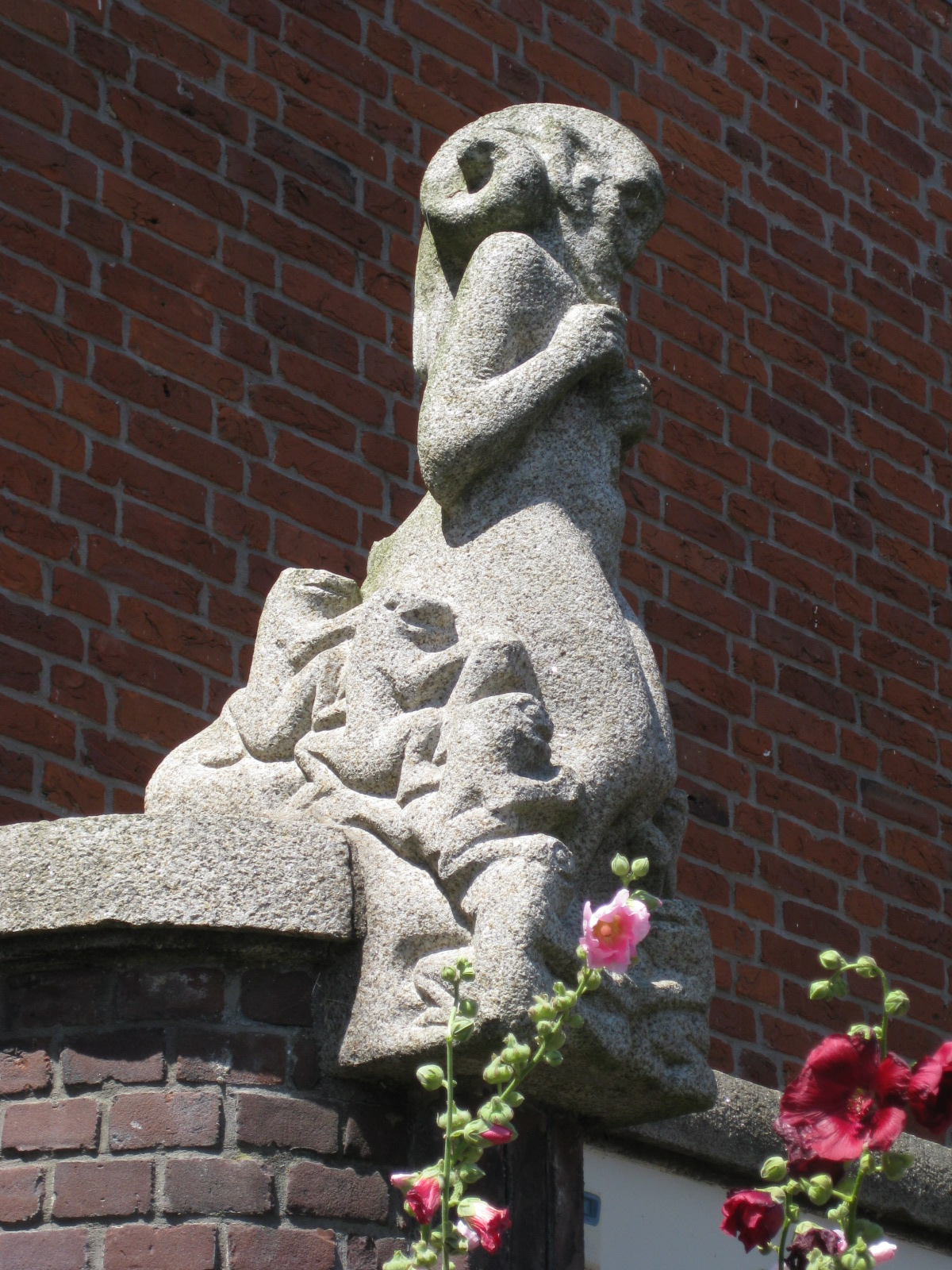
Fluitende Faun (1925), Schermerstraat in Amsterdam-Noord
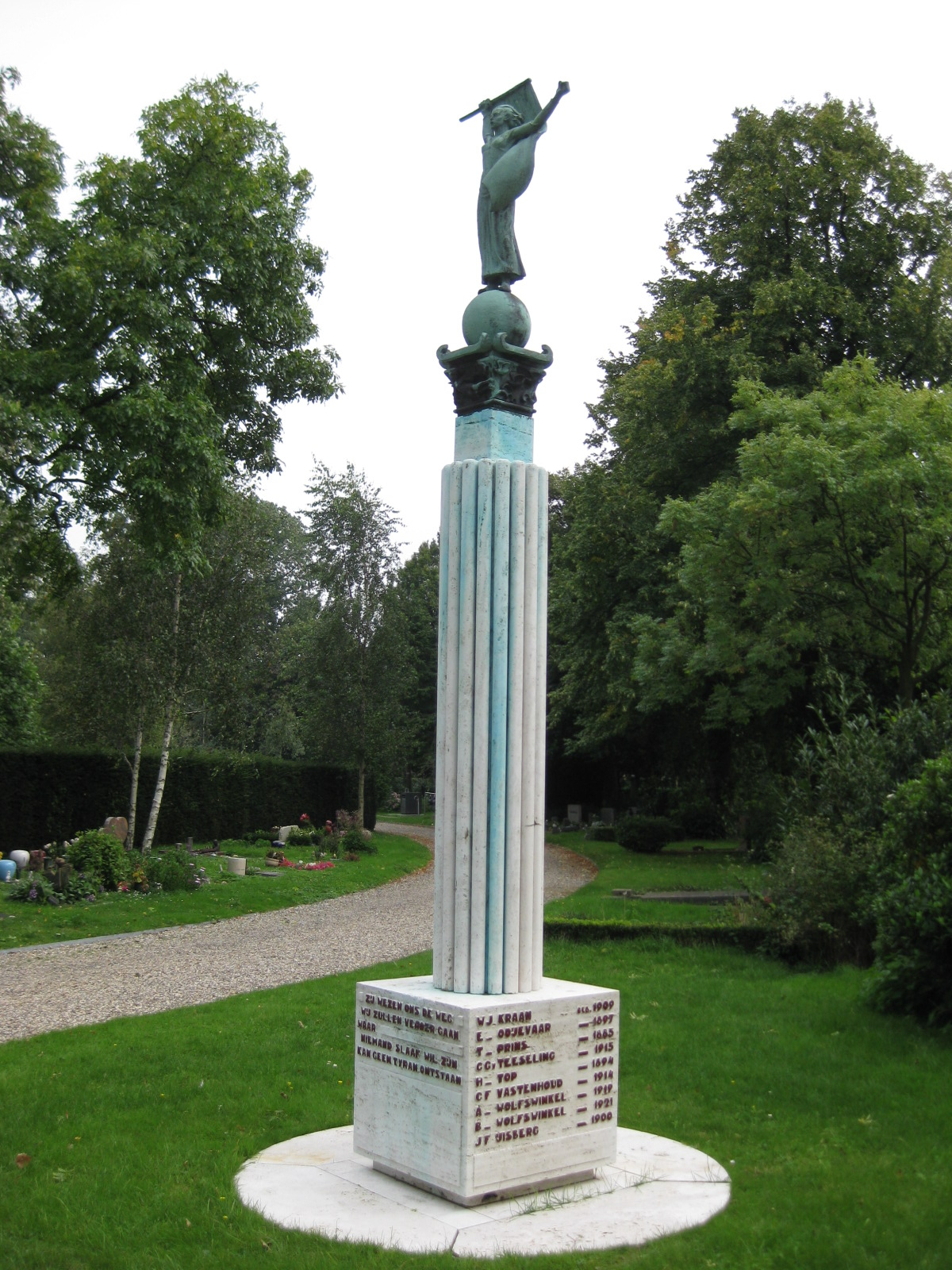
Verzetsmonument (1957), De Nieuwe Ooster in Amsterdam-Oost
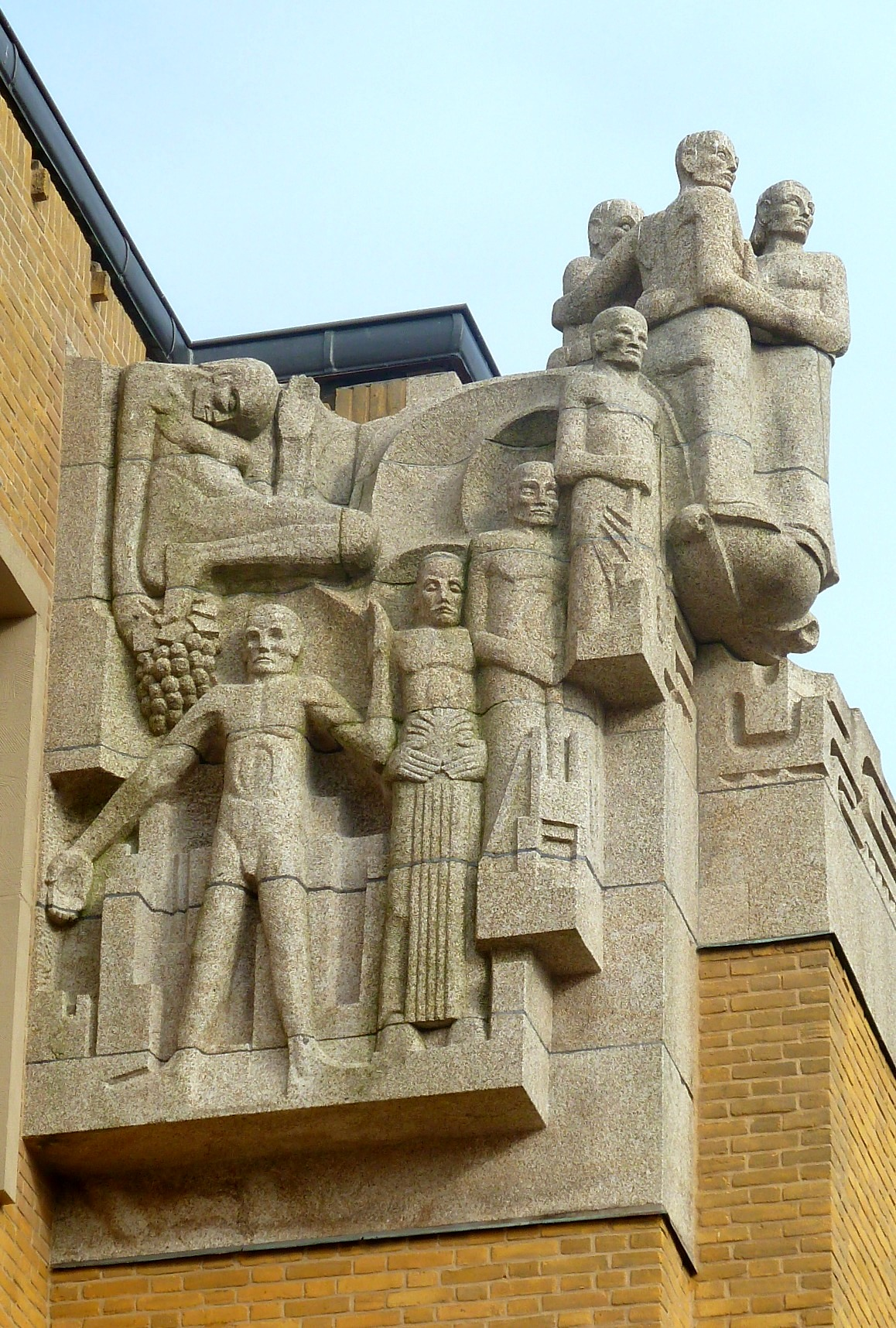
Menselijke Energie (1927), replica, Pieter Lodewijk Takstraat 33, Amsterdam-Zuid
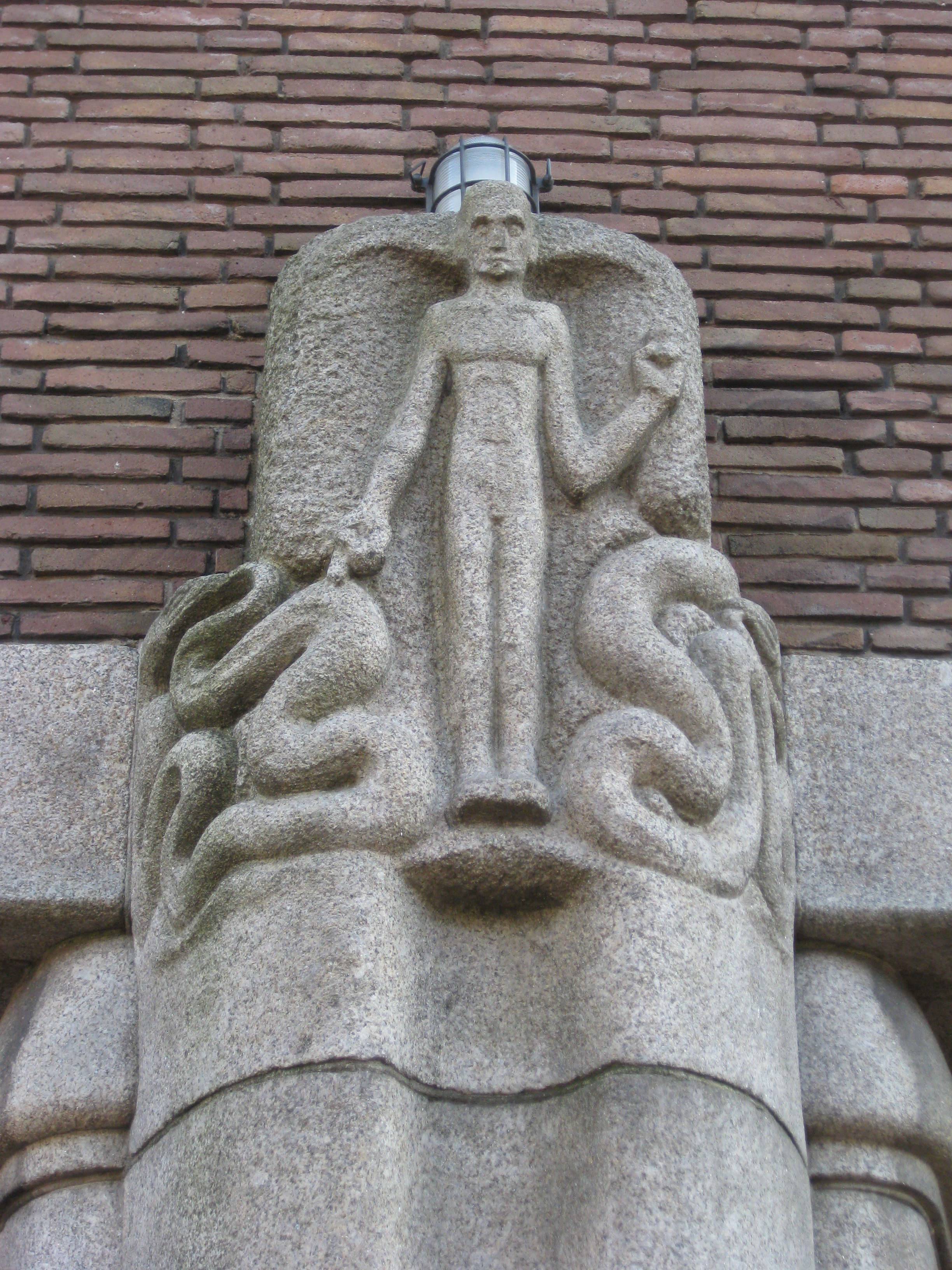
Gevelversiering Prinsenhof (1924), Oudezijds Voorburgwal, Amsterdam
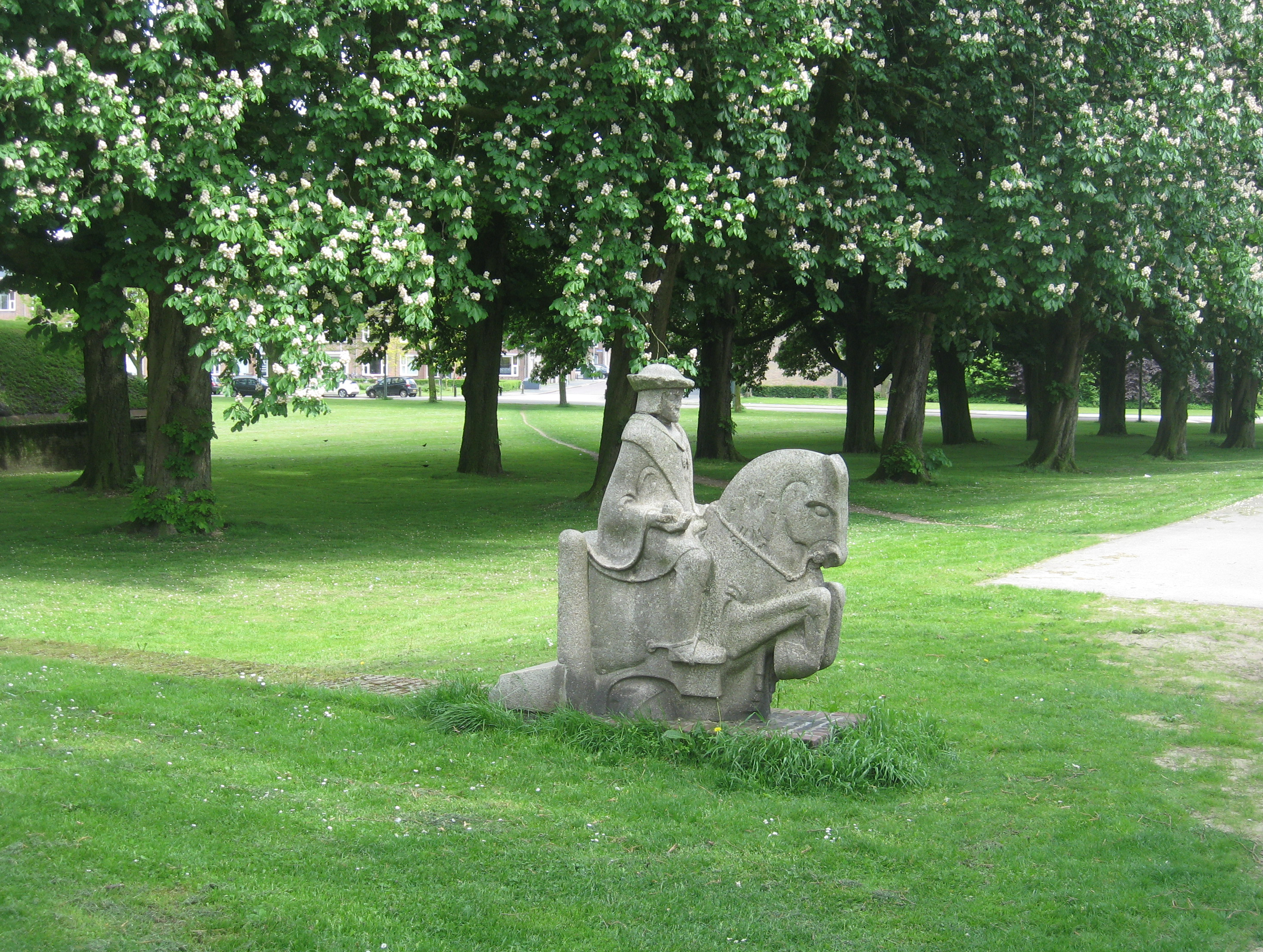
Maximiliaan van Oostenrijk (1923), Hekellaan, 's-Hertogenbosch
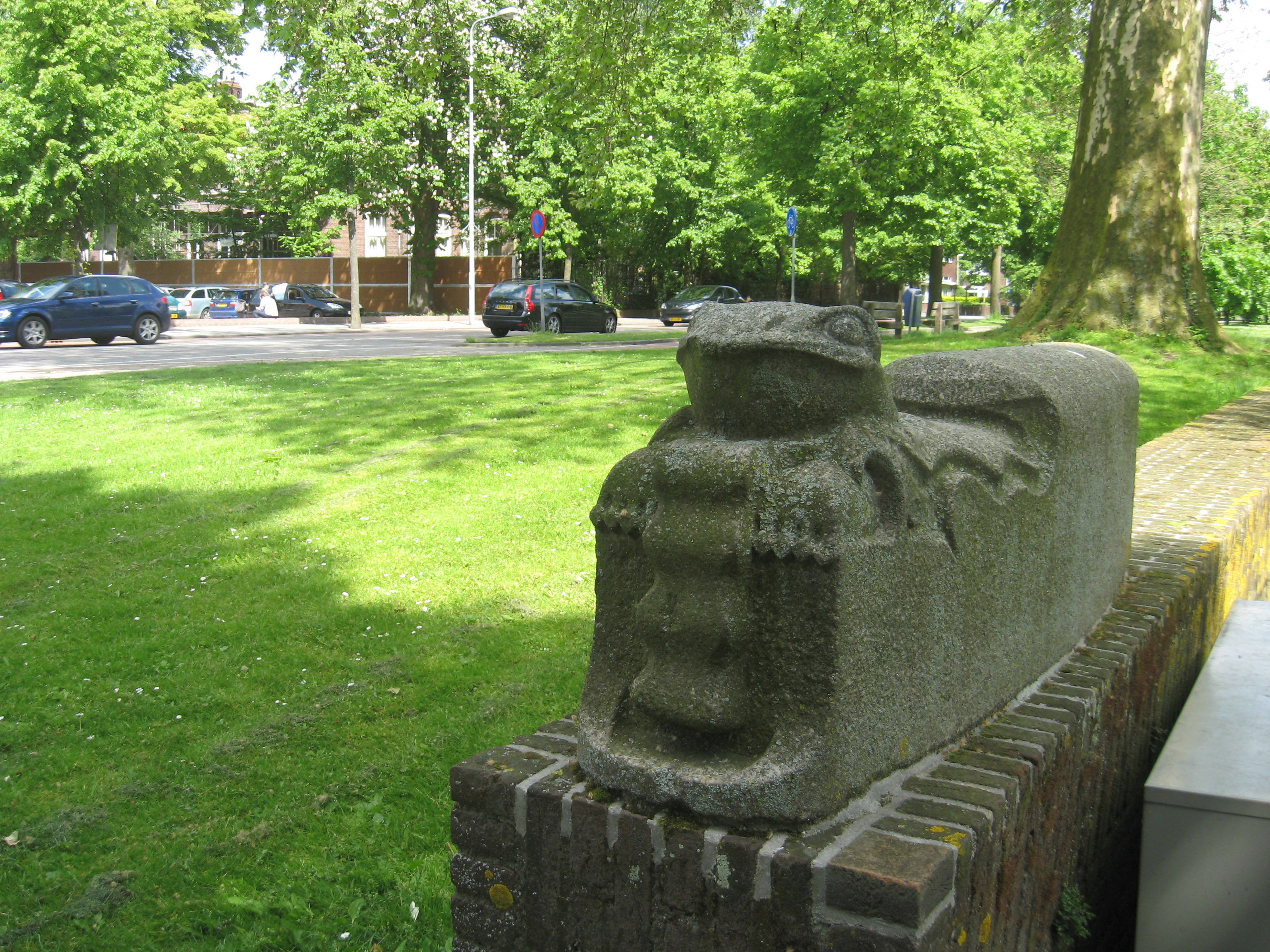
Kikkers (1923) Hekellaan (bij Limietlaan), 's-Hertogenbosch
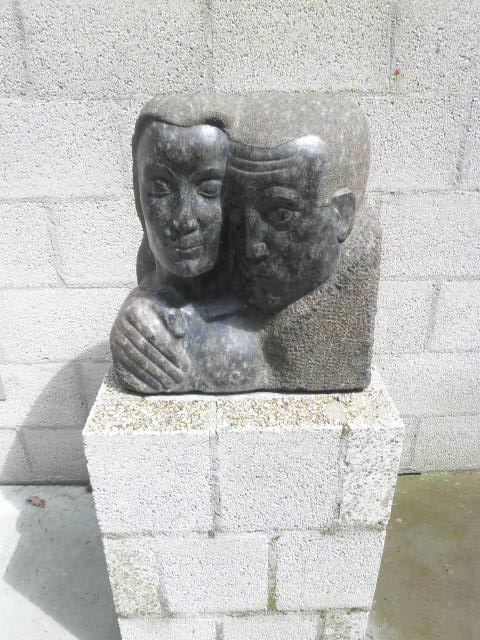
Twee koppen (Vandaag en Morgen), Kröller-Müller Museum, Otterlo
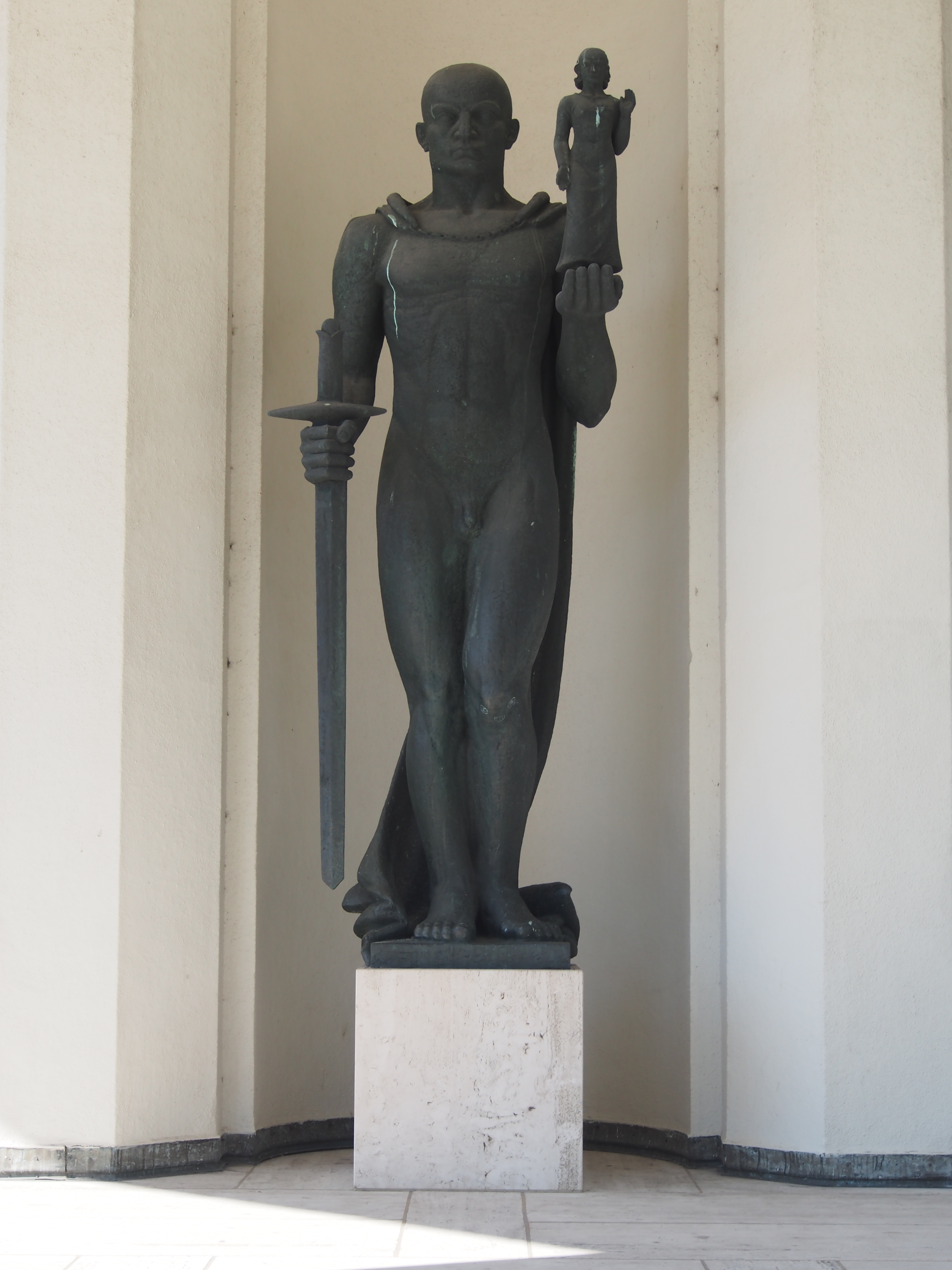
De beschermer en handhaver van de sociale wetgeving, (1941) Apollo House, Amsterdam-Zuid
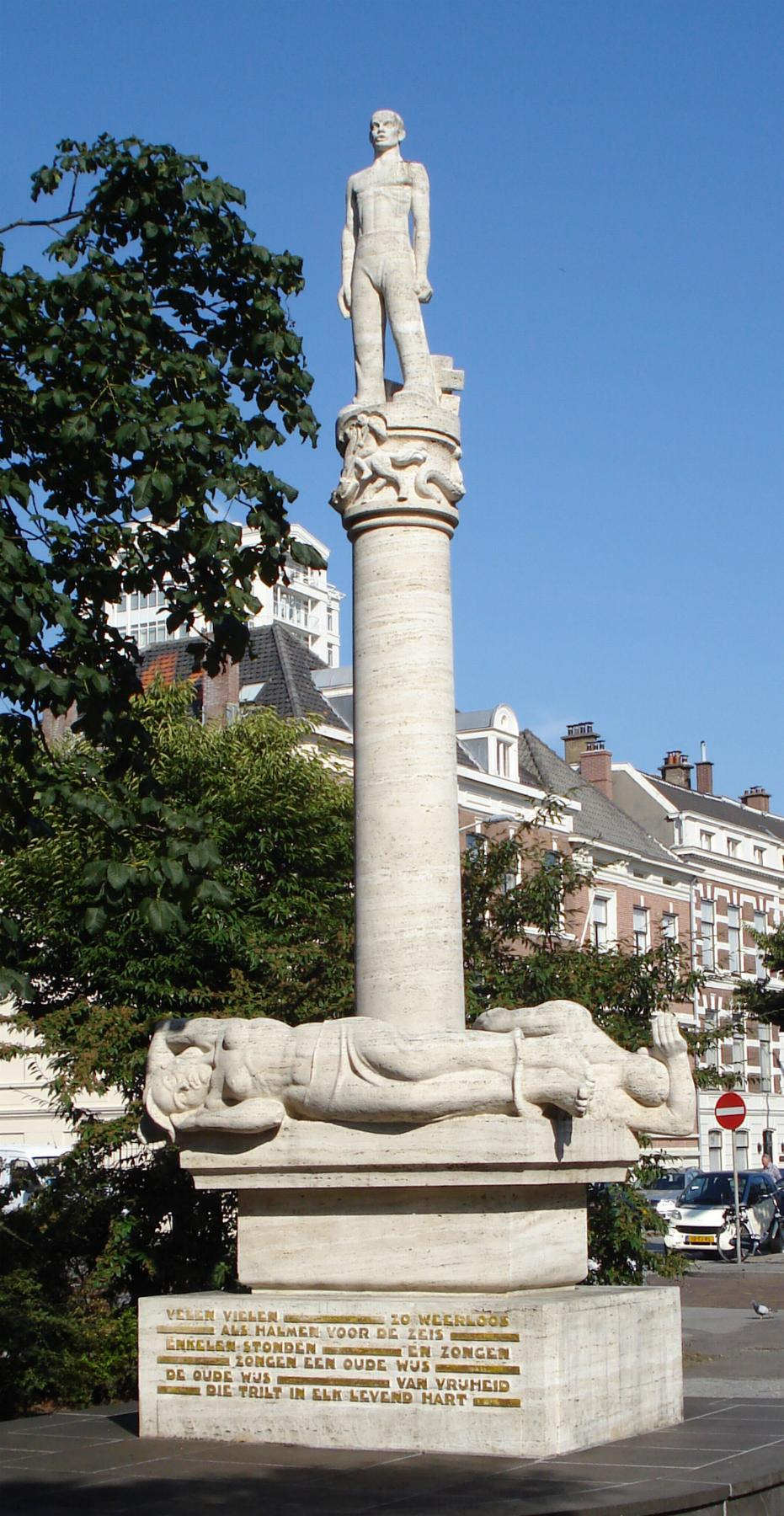
Centraal monument voor gevallen PTT'ers (1950), Nassauplein, Den Haag